# Sotos y Bosque de la ribera de Cañaverosa
Sotos y bosque de la ribera de Cañaverosa es la única reserva natural terrestre existente en la Región de Murcia (España). Esta comunidad autónoma dispone de otra reserva natural, pero en espacio marino, como es la Reserva marina de Cabo de Palos e Islas Hormigas.

## Características
Dispone de 225 hectáreas y pertenece a los municipios de Moratalla y Calasparra. Se encuentra en los primeros kilómetros del río Segura a su paso por la Región de Murcia.
El Incendio forestal de Moratalla de 1994 destruyó gran parte del bosque, aunque en los últimos años se ha recuperado en gran medida.
En sus inmediaciones se encuentra el Santuario de la Virgen de la Esperanza, patrona de Calasparra.

## Fauna y flora
Los hábitats existentes son propios de una ribera fluvial con una flora provista de olmos, chopos, fresnos, almeces, álamos, zarzas, sauces, carrizales y otra vegetación menor. 
Entre su fauna se pueden encontrar diversas especies como la nutria, la garza real, el galápago leproso, el odonato, el mirlo acuático o el martín pescador.